# (3851) Alhambra
(3851) Alhambra (1986 UZ) – planetoida z pasa głównego asteroid okrążająca Słońce w ciągu 3 lat i 76 dni w średniej odległości 2,17 j.a. Została odkryta 30 października 1986 roku w obserwatorium Geisei przez Tsutomu Seki. Nazwa planetoidy pochodzi od Alhambry, twierdzy mauretańskich kalifów w Hiszpanii.